# Marta Natanek
Marta Natanek est une ancienne joueuse de volley-ball polonaise née le 10 février 1983 à Brzeg Dolny. Elle mesure 1,78 m et jouait au poste de réceptionneuse-attaquante. 

## Clubs
| Club                       | De        | À         |
| -------------------------- | --------- | --------- |
| MKS Gaudia Trzebnica       | 1997-1998 | 2001-2002 |
| KPSK Stal Mielec           | 2002-2003 | 2004-2005 |
| AZS AWF Poznań             | 2005-2006 | 2006-2007 |
| Dąbrowa Górnicza           | 2007-2008 | 2007-2008 |
| Impel Wrocław              | 2008-2009 | 2009-2010 |
| PTPS Piła                  | 2010-2011 | 2010-2011 |
| Jadar Politechnika Radom   | 2011-2012 | 2011-2012 |
| Jedynka Aleksandrów Łódzki | 2012-2013 | 2012-2013 |